# Epeolus natalensis
Epeolus natalensis är en biart som beskrevs av Smith 1879. Epeolus natalensis ingår i släktet filtbin, och familjen långtungebin. Inga underarter finns listade i Catalogue of Life.